# Costeștii din Vale
Costeștii din Vale è un comune della Romania di 3 467 abitanti, ubicato nel distretto di Dâmbovița, nella regione storica della Muntenia.
Il comune è formato dall'unione di 3 villaggi: Costeștii din Vale, Mărunțișu, Tomșani.